# NGC 7218
NGC 7218 је спирална галаксија у сазвежђу Водолија која се налази на NGC листи објеката дубоког неба.
Деклинација објекта је - 16° 39' 38" а ректасцензија 22h 10m 11,5s. Привидна величина (магнитуда) објекта NGC 7218 износи 12,0 а фотографска магнитуда 12,7. Налази се на удаљености од 25,403 милиона парсека од Сунца. NGC 7218 је још познат и под ознакама MCG -3-56-8, IRAS 22074-1654, PGC 68199.